# Sir Mix-a-Lot
Anthony Ray, bedre kendt som Sir Mix-a-Lot, er en rapper fra USA.

## Diskografi
- Swass (1988)
- Seminar (1989)
- Mack daddy (1992)
- Chief boot knocka (1994)
- Return of the bumpasaurus (1996)
- Daddy's home (2003)